# Alas y raíces (álbum)
Alas y raíces es el nombre del 11° álbum de estudio grabado por el cantautor italiano de los géneros pop/rock Eros Ramazzotti, Fue lanzado al mercado bajo el sello discográfico Sony BMG Italy el 2 de junio de 2009. y contiene 11 canciones que rompen un silencio discográfico de cuatro años desde su último álbum Calma aparente (2005) y dos desde el lanzamiento del grandes éxtos E2 (2007), ambos multiplatino.

## Lista de canciones
1. Apuntes y notas (Appunti E Note) (3:55)
2. El camino (Il Cammino) (3:47)
3. Dímelo a mí (Parla Con Me) (4:00)
4. El horizonte (L'Orizzonte) (3:46)
5. Afectos personales (Affetti Personali) (3:30)
6. Contra el viento (Controvento) (3:46)
7. Alas y raíces (Ali E Radici) (4:17)
8. Flor inesperada (Bucaneve) (4:11)
9. Nosotros incluidos (Nessuno Escluso) (3:45)
10. No podemos cerrar los ojos (Non Possiamo Chiudere Gli Occhi) (3:51)
11. Como un tesoro (Come Gioielli) (3:54)
12. Linda y el mar (Linda e il mare) (4:01) (Bonus track solo disponibile en iTunes)

- Datos: Q124654145